# Frankland River
Frankland River is een plaats in de regio Great Southern in West-Australië.

## Geschiedenis
In december 1829 verkende Thomas Braidwood Wilson de streek ten noorden en westen van Albany. Hij beklom er Mount Lindesay en vernoemde drie opvallende heuvels naar toenmalige Australische landmeter-generaals. Mount Frankland werd naar de landmeter-generaal van Tasmanië vernoemd, George Frankland. De rivier de Frankland werd eveneens naar hem vernoemd.
De eerste Europeanen vestigden zich in 1857 in de streek.
In 1909 werd net ten oosten van de rivier een locatie voor een dorp voorzien maar de enige ontwikkeling die er plaatsvond was de bouw van een gemeenschapszaal en een basisschooltje. Tot 1935 werd het plaatsje en de streek Frankland River genoemd. Na de komst van een postkantoor verkorte de plaatselijke postmeester de naam tot Frankland, omdat hij die te lang vond voor de bewegwijzering en op documenten.
Pas in 1947 werd het dorp officieel gesticht en Frankland genoemd, naar de rivier.

## 21e eeuw
Frankland River maakt deel uit van het lokale bestuursgebied (LGA) Shire of Cranbrook waarvan Cranbrook de hoofdplaats is. Het district leeft van land- en wijnbouw, veeteelt en toerisme.
In 2007 veranderde Frankland van naam en werd wederom Frankland River.
In 2021 telde Frankland River 353 inwoners tegenover 380 in 2006.
Frankland River heeft een basisschool, een 'Community Resource Centre' met een bibliotheek en enkele sportfaciliteiten.

## Toerisme
De streek is gekend voor zijn wijngaarden. Langsheen de 'Frankland River Wildflower Walk' kan men tussen juni en december een grote verscheidenheid aan wilde bloemen en orchideeën waarnemen. '27 Mile Dam' is een erfgoedsite, een dam waarlangs veetelers vroeger met hun vee naar de veemarkt trokken. Aan 'Lake Poorrarecup' kan men kamperen en aan watersport doen.

## Ligging
Frankland River ligt 332 kilometer ten zuidzuidoosten van de West-Australische hoofdstad Perth, 121 kilometer ten noordwesten van Albany en 47 kilometer ten westen van Cranbrook.

## Klimaat
Frankland River kent een gematigd mediterraan klimaat, Csb volgens de klimaatclassificatie van Köppen. De gemiddelde jaarlijkse temperatuur bedraagt er 15,1 °C en er valt jaarlijks gemiddeld 655 mm neerslag.